# 丘進
丘进（1949年7月—），生于湖南长沙，籍贯安徽全椒，中国历史学家，华侨大学原校长。
丘进同时担任中国中外关系史学会常务理事，华侨大学、中国人民大学、上海师范大学、外交学院、暨南大学兼职教授。

## 生平
丘进1949年7月在长沙出生，幼时在北京成长。十余岁时，丘进随父母支边迁徙至贵州。
1968年10月，丘进作为知青，下放插队到贵阳市乌当区羊昌公社。1975年7月，丘进在乌当区的羊昌中学任教。
1978年，丘进进入贵州师范学院英语专业学习，并于1980年转入安徽师范大学巢湖分校英语专业。毕业后，丘进在淮北煤炭师范学院从事理科学报编辑。1982年，丘进在暨南大学就读历史学中外关系史专业硕士研究生，导师为朱杰勤。1984年，暨南大学就读中外关系史专业博士研究生。
1988年，丘进在广州暨南大学历史系任教并于1989年担任研究生处副处长。1991年，丘进进入国务院侨办文教宣传司工作，先后任高教处处长 、副司长及司长等职。2000年，丘进挂职广东省汕头市副市长。2003年，丘进任国务院侨办政策研究司司长。
2004年7月，丘进任西安交通大学副校长并于2005年7月兼任西安交通大学学校党委副书记。
2008年12月10日，丘进接任因年龄原因退休的吴承业，成为华侨大学校长。

## 学术成就
- 翻译作品：《罗马与中国》
- 合著作品：《七海扬帆——中国古代的海上交通》
- 独立作品：《中国与罗马——汉代中西关系研究》